# Nzagi flygplats
Nzagi flygplats är en flygplats i Angola.   Den ligger i provinsen Lunda Norte, i den nordöstra delen av landet, 900 km öster om huvudstaden Luanda. Nzagi flygplats ligger 741 meter över havet.
Terrängen runt Nzagi flygplats är platt, och sluttar österut.  Runt Nzagi flygplats är det mycket glesbefolkat, med 4 invånare per kvadratkilometer..
I omgivningarna runt Nzagi flygplats växer huvudsakligen savannskog.